# مونته مارنتزو
مونته مارنتزو (به ایتالیایی: Monte Marenzo) یک کومونه در ایتالیا است که در استان لکو واقع شده‌است. مونته مارنتزو ۳٫۰ کیلومتر مربع مساحت و ۳۱D نفر جمعیت دارد و ۴۴۰ متر بالاتر از سطح دریا واقع شده‌است.